# Alea evangelii
Alea evangelii (Evangeliernes spil) er et brætspil i tafl-spilsfamilien. Det kendes fra et irsk manuskript fra 1000-tallet, hvor det får en kristen bibelsk kontekst. Spillet spilles på en spilleplade med 18×18 felter. Det er større end de fleste tafl-spil.
I manuskriptet Corpus Christi College ms. 122 (folio 5 verso) forsøger at give en bibelsk mening af denne tafl-variant, og selvom layoutet er uhåndterligt, så findes proportionerne også i et brætspil, der er fundet Vimose på Fyn.

## Beretning af spillet i CCC MS 122
Manuskriptet CCC MS 122 består af 117 sider. Det inkluderer tre sektioner: de ti eusebiske kanoner (eller tabeller) der repræsenterer hvordan var af evangelierne er enige og har forskelligheder; “Alea Evangelii” diagrammet og to sider med forklaring på latin; Biblia Vulgat, der er en version af fire evangelier på latin, efterfulgt af sankt Hieronymus' prolog.
Manuskriptet er skrevet med insulær skrift og bliver normalt dateret til 1000-tallet. Beskrivelsen af spillet siger, at det blev opfundet i kong Æthelstans hof i England (924–939) af to lærde mænd; en anonym Frank og Israel Grammaticus, der var en af de ledende lærde i Europa på denne tid. Diagrammet og forklaringen blev bragt til Irland af Dub Innse, som var biskop i Bangor (død 953).
Forklaringen på de forskellige sider af diagrammet og mange af det enkelte dele er en blanding af latin og gammelt irsk.
Diagrammet viser adskillige fejl i forhold til den tilhørende tekst. Vigtigst er måske antallet af brikker på spillebrættet, hvor der er taget 69 i diagrammet, men teksten beskriver 72 brikkers position.